# Jan Choina

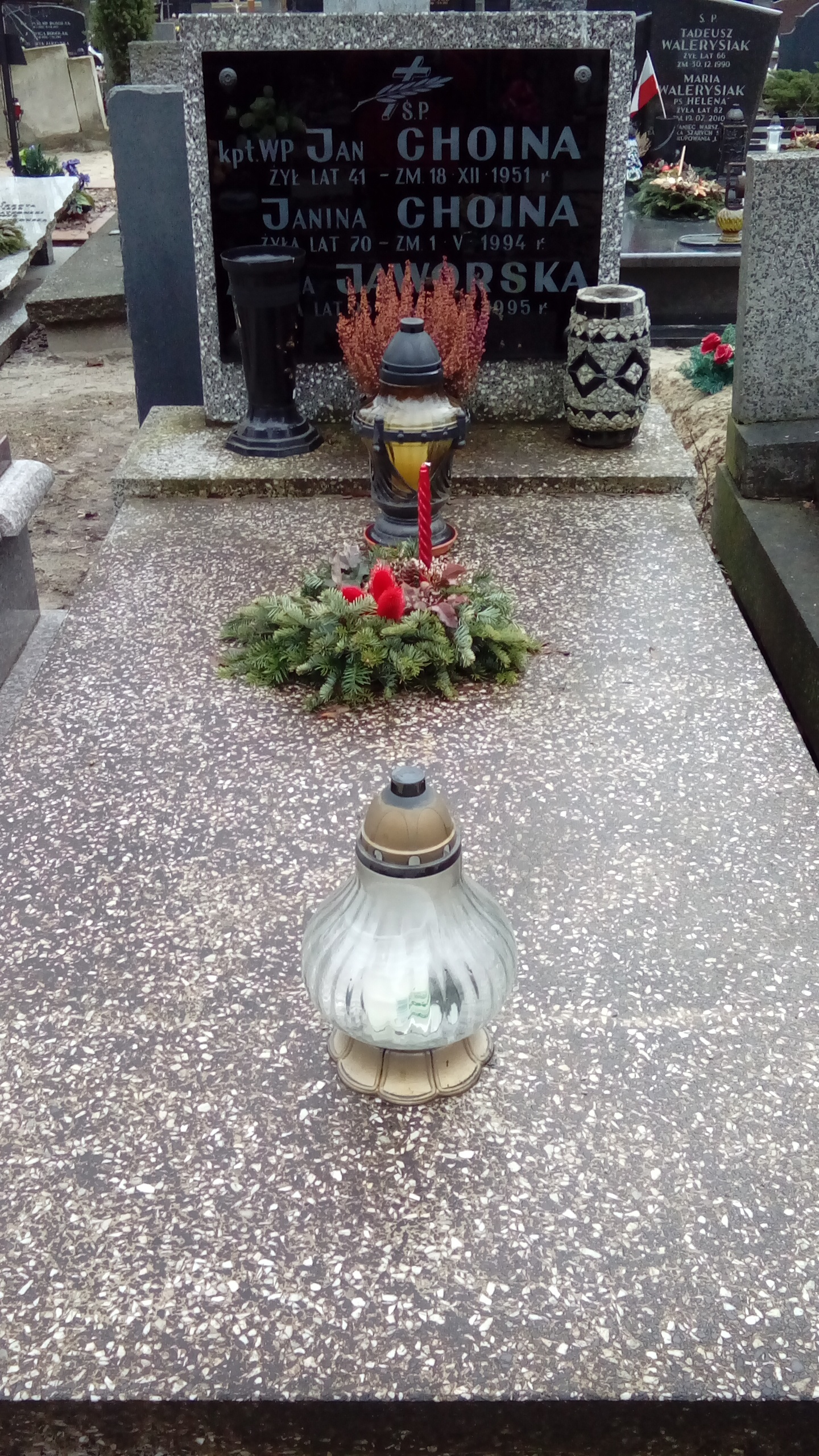
Grób Jana Choiny na Cmentarzu Wojskowym na Powązkach

Jan Choina pseud. Doktor (ur. 29 lipca 1910 w Sławinku, zm. 18 grudnia 1951 w Warszawie) – uczestnik II wojny światowej w szeregach Gwardii Ludowej i Armii Ludowej, funkcjonariusz aparatu bezpieczeństwa PRL.

## Życiorys
Syn Stanisława i Agaty. W latach 30. działał w KZMP. Brał udział w wojnie obronnej 1939. Wiosną 1942 wstąpił do PPR i GL. W marcu 1943 został członkiem Grupy Operacyjnej im. Tadeusza Kościuszki dowodzonej przez Grzegorza Korczyńskiego „Grzegorza”, a w kwietniu 1943 – dowódcą oddziału sztabowego tej grupy (do jej rozwiązania w sierpniu 1943). Zorganizował i dowodził wieloma akcjami, m.in. 12 maja 1943 urządził zasadzkę na kolumnę niemieckich samochodów ciężarowych na szosie Biłgoraj–Zwierzyniec (spalono dwa samochody), 14 maja 1943 rozkręcił szyny na moście kolejowym między Tereszpolem a Bukownicą, w wyniku czego most zawalił się pod przejeżdżającym pociągiem, lokomotywa wpadła do rzeki, a dwa wagony zostały rozbite. 18 maja 1943 zaatakował pociąg na trasie Krasnobród–Zwierzyniec, zabijając 7 hitlerowców. 22 maja 1943 zaatakował i spalił niemiecki samochód na szosie Biłgoraj–Zwierzyniec, zabijając hitlerowca. 18 czerwca 1943 ostrzelał pociąg wojskowy między stacjami Krasnobród–Zwierzyniec, zabijając kilku hitlerowców. 29 lipca 1943 zaatakował między Zwierzyńcem a Biłgorajem pociąg wojskowy z niemiecką jednostką pacyfikacyjną, wykolejając lokomotywę i staczając półgodzinną walkę z Niemcami, w wyniku której zabito kilkunastu Niemców i opanowano dwa wagony oraz zdobyto broń i amunicję. W sierpniu 1943 wrócił do Warszawy i tam kontynuował działalność w GL–AL. Mianowany kapitanem, od 1945 funkcjonariusz aparatu bezpieczeństwa. Od 6 listopada 1946 był adiutantem gen. Grzegorza Korczyńskiego, wiceministra Ministerstwa Bezpieczeństwa Publicznego (MBP). W okresie od 1 lutego 1949 do 30 listopada 1949 pracował na stanowisku referenta w Departamencie Szkolenia, Wydział Kultury Fizycznej i Sportu, Sekcja Sportu Wyczynowego MBP w Warszawie. Został zwolniony dyscyplinarnie.
Pochowany na Cmentarzu Wojskowym na Powązkach w Warszawie (kwatera D-1B-27).

## Odznaczenia
- Order Krzyża Grunwaldu III klasy (19 listopada 1946)[3],
- Krzyż Walecznych (17 grudnia 1946)[4],
- Krzyż Partyzancki.